# Herinneringsmedaille aan Marokko
De Herinneringsmedaille aan Marokko (1909) (Frans: Médaille commémorative du Maroc) was een Franse herinneringsmedaille. De medaille herinnert aan de Franse veldtocht in Marokko, uiting van het Franse kolonialisme en expansionisme in een periode waarin Frankrijk met de andere Europese machten concurreerde om zoveel mogelijk gebieden in Afrika en Azië te veroveren of goed- dan wel kwaadschiks aan zich te binden.
De door president Fallières ingestelde medaille was bestemd voor militairen, zeelieden, Franse inwoners van Marokko, marinepersoneel, burgers die de gewonde soldaten bijstonden en hebben deelgenomen aan militaire vredesoperaties en diegenen die de verdediging van Frans bezit in Marokko tijdens de Tweede Marokkaanse Crisis op zich hadden genomen.
Deze internationale politieke crisis,ook wel 'Agadir-crisis' genoemd, was een conflict tussen Frankrijk en Duitsland. De crisis ontstond toen Frankrijk in het jaar 1911 tegen eerdere afspraken, troepen naar Marokko zond, zogenaamd om landgenoten te beschermen tegen rellen.
Frankrijk stuurde in het voorjaar van 1911 troepen naar Fez omdat opstandelingen de sultan van Marokko bedreigden. Duitsland ging niet akkoord, omdat het zenden van troepen inging tegen de afspraken uit 1909. Uiteindelijk liep het conflict met een sisser af omdat Frankrijk elders in Afrika territoriale concessies aan Duitsland deed.

## De stichting van de medaille
De onderscheiding werd in een Wet van 22 juli 1909 ingesteld. De Franse regering wilde de troepen die tussen 1907 en 30 maart 1912 onder het bevel van de toekomstige maarschalk Hubert Lyautey betrokken waren bij wat zij vredesoperaties noemden, belonen. De wet noemde specifiek ook de aan Franse zijde vechtende Afrikaanse soldaten zoals de Marokkaanse goumier of moghazeni. De einddatum 30 maart 1912 is de datum van afkondiging van het Verdrag van Fez waarin het Franse protectoraat werd gevestigd.
De medaille werd 63.200 maal toegekend.
Militairen die tussen 30 maart 1912 en 1915 vochten in Marokko werden onderscheiden met dezelfde Herinneringsmedaille aan Marokko met een gesp waarop "MAROCCO" stond. Nóg latere militaire inzet in Marokko, waar in 1915 en 1925 opstanden moesten worden neergeslagen, werden beloond met de algemene Koloniale Medaille waarop dan gespen met "MAROC 1915" en "MAROC 1925-1926" aan werden toegevoegd.

## De medaille
De door Georges Lemaire gegraveerde zilveren medaille heeft een diameter van 36 millimeter. Op de voorzijde is het rondschrift "RÉPUBLIQUE FRANÇAISE" aangebracht rond het hoofd van een zinnebeeldige gehelmde en in een kuras gehulde vrouwenfiguur. Zij wordt de "gewapende republiek" genoemd en haar helm was versierd met een eikenkrans.
Op de keerzijde is boven een grote trofee met attributen en wapens van leger en marine de naam "MAROC" te lezen.Op de vlag in de trofee staat de leuze "HONNEUR ET PATRIE" met vermelding van de plaatsen CASABLANCA, HAUT-GUIR en OUJDA.
De medaille is met een zilveren verhoging in de vorm van een halve maan en een lauwerkrans aan het lint bevestigd.
De medaille werd aan een verticaal gestreept lichtgroen en wit lint op de linkerborst gedragen.
Wanneer de modelversiering niet werd gedragen mocht men op het uniform een baton in de kleuren van het lint dragen. Voor de op een rokkostuum gedragen miniaturen waren al eerder algemene regels vastgesteld. Particulieren mochten dergelijke miniaturen slaan wanneer deze een diameter van maximaal 25 millimeter kregen. Het meesterteken en het stempel van de Munt mochten niet worden overgenomen. De miniaturen mochten, zo zij van een edel metaal waren, wel ter keuring worden aangeboden bij een Waarborg. Op het lint van de miniaturen werden verkleinde gespen bevestigd.

## De gespen

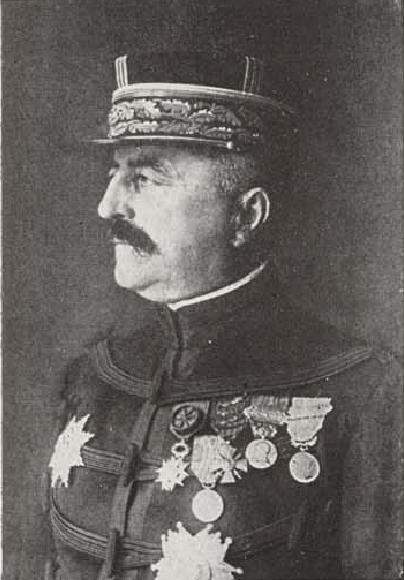
De Franse Generaal Franchet d'Espérey met de medaille en één gesp

Zij die bij bijzondere wapenfeiten aanwezig waren geweest mochten gespen met de naam van dat gevecht op het lint van de medaille dragen. Aan het aantal linten was geen maximum gesteld en de gespen komen in verschillende combinaties voor. De gesp met de naam "MAROC" werd ingesteld om een verschil tussen de eerste lichtingen militairen, zij die voor 1912 in Marokko waren ingezet om e opstand neer te slaan, en de latere bezettingstroepen duidelijk uit te laten komen. Niet iedere medaille draagt een gesp.
- De gesp CASABLANCA werd toegekend aan soldaten die tussen 5 augustus en 15 juni 1909 in Casablanca aan land gingen.

- De gesp OUDJDA werd toegekend aan soldaten die tussen 29 maart 1907 en 1 januari 1909 aan operaties in Marokko deelnamen.

- De gesp HAUT-GUIR werd toegekend aan soldaten die tussen 6 maart en 10 juni 1908 en/of tussen 15 augustus en 7 oktober 1908 aan operaties in Marokko deelnamen.

- De gesp MAROC werd toegekend aan soldaten die na 1912 aan operaties in Marokko deelnamen.